# Алберт I фон Нойфен
Алберт I фон Нойфен (на немски: Albert I von Neuffen; * пр. 1216; † сл. 1237/1239/сл. 1245) от швабския род Нойфен е господар на Нойберг в района на Швебиш Хал в Баден-Вюртемберг.

## Произход
Той е син на Бертхолд I фон Вайсенхорн-Нойфен († 1221) и съпругата му Аделхайд фон Гамертинген († сл. 1208), единствената дъщеря на граф Адалберт II фон Ахалм-Хетинген († пр. 1172) и съпругата му Аделхайд/Мехтилд. Брат е на Хайнрих I фон Нойфен († сл. 1246), граф на Нойфен и Ахалм, и Бертолд фон Нойфен († 1224), епископ на Бриксен (1216 – 1224).

## Фамилия
Алберт I фон Нойфен се жени за Лиутгард фон Еберщал († сл. 1250). Те имат децата:
- Бертхолд II фон Нойфен-Марщетен (* пр. 1240; † сл. 1268/сл. 1274), граф на Марщетен, женен за Берхта фон Марщетен (* пр. 1240; † сл. 1259), дъщеря на граф Готфрид фон Марщетен († сл. 1239) и Берхта фон Балзхайм († сл. 1239)
- Конрад фон Нойфен († сл. 1270)
- Ута фон Нойфен, омъжена за граф Еберхард III фон Кирхберг († 1282/1283). По друг източник тя е сестра на Алберт I фон Нойфен.